# Dufur
Dufur – miasto w Stanach Zjednoczonych, w stanie Oregon, w hrabstwie Wasco.